# Mölln, Mecklenburgische Seenplatte
Mölln là một đô thị thuộc huyện Mecklenburgische Seenplatte (trước thuộc Vorpommern-Greifswald (trước thuộc Demmin)), bang Mecklenburg-Vorpommern, Đức. Đô thị Mölln, Demmin có diện tích km², dân số thời điểm ngày 31 tháng 12 năm 2006 là 575 người.